# آریا برزگر
آریا برزگر (زادهٔ ۱۸ مهر ۱۳۸۱) بازیکن فوتبال اهل ایران است که در پست مهاجم برای باشگاه فوتبال ذوب آهن اصفهان در لیگ برتر خلیج فارس بازی می‌کند.
وی همچنین در تیم‌های ملی فوتبال نوجوانان ایران، جوانان ایران، امید ایران و ایران بازی کرده‌است.
وی به همراه تیم ملی فوتبال جوانان ایران، قهرمان فوتبال آسیای مرکزی زیر ۱۹ سال (کافا)، در سال ۲۰۱۹ شد.

## آمار ملی

### بازی‌های ملی
تا تاریخ ۱۰ نوامبر ۲۰۲۲
| ایران | ایران | ایران |
| سال   | بازی  | گل    |
| ----- | ----- | ----- |
| ۲۰۲۲  | ۱     | ۰     |
| مجموع | ۱     | ۰     |

## افتخارات

### باشگاهی

#### پرسپولیس
- لیگ برتر خلیج فارس
  - قهرمان (۱): ۱۳۹۹–۱۳۹۸

#### فجرسپاسی
- لیگ آزادگان
  - قهرمان (۱): ۱۴۰۰–۱۳۹۹